# Paloh Seulimeng
Paloh Seulimeng is een bestuurslaag in het regentschap Bireuen van de provincie Atjeh, Indonesië. Paloh Seulimeng telt 589 inwoners (volkstelling 2010).